# Związek gmin Heckengäu
Związek gmin Heckengäu – związek gmin (niem. Gemeindeverwaltungsverband) w Niemczech, w kraju związkowym Badenia-Wirtembergia, w rejencji Karlsruhe, w regionie Nordschwarzwald, w powiecie Enz. Siedziba związku znajduje się w miejscowości Mönsheim.
Związek zrzesza jedno miasto i pięć gmin wiejskich:
- Friolzheim, 3 629 mieszkańców, 8,54 km²
- Heimsheim, miasto, 5 439 mieszkańców, 14,32 km²
- Mönsheim, 2 680 mieszkańców, 16,68 km²
- Wiernsheim, 6 442 mieszkańców, 24,62 km²
- Wimsheim, 2 687 mieszkańców, 8,06 km²
- Wurmberg, 3 014 mieszkańców, 7,36 km²